# Зайцев, Вячеслав Фёдорович
Вячеслав Федорович Зайцев (род. 2 октября 1948, г. Астрахань, СССР) — советский и российский учёный, гидробиолог. Доктор сельскохозяйственных наук (1993), профессор (1993), Почетный профессор ФГБУ ВПО «Астраханский государственный технический университет» (2006), Заслуженных деятелей науки Российской Федерации (1999).

## Биография
В 1971 году окончил Астраханский технический институт рыбной промышленности и хозяйства (АТИРПХ), получив квалификацию «ихтиолог-рыбовод». До поступления на работу в АТИРПХ занимал должность ихтиолога-наблюдателя в инспекции Севкаспрыбвода (Красный Яр, Астраханская область). Преподавательскую и научную деятельность в АТИРПХ начал в 1972 г. в должности ассистента кафедры рыбоводства. Кандидат биологических наук (1979), доцент (1982). С 1985 по 1988 гг. декан рыбохозяйственного факультета и подготовительного факультета для иностранных граждан. С 1992 по 2002 гг. — проректор по научной работе АТИРПХ — АГТУ. В настоящее время заведует кафедрой «Гидробиология и общая экология» Института рыбного хозяйства, биологии и природопользования ФГБОУ ВО «АГТУ».

### Сфера научных интересов
экология водных организмов (питание, минеральный обмен у гидробионтов) и накопление тяжелых металлов в организме водных животных; экологические основы воспроизводства и рационального промысла рыб Волго-Каспийского бассейна; метод культивирования естественных кормов в прудах-питомниках с использованием азотобактерий и кобальта.
Автор 300 научных работ, в том числе 6 монографий и более 100 статей. Под его руководством подготовлено 26 кандидатов наук (6 из них — граждане иностранных государств), 2 доктора наук. Подготовил открытие в АГТУ специальностей «Биоэкология» и «Экология». Является инициатором открытия и председателем диссертационного совета по специальностям «Ихтиология» и «Гидробиология» при Астраханском государственном техническом университете.
В. Ф. Зайцевым создана научная школа по экологии, физиологии и биогеохимии водных организмов. Более 30 лет руководит исследованиями по ряду научных проблем фундаментального и прикладного характера в области экологической физиологии гидробионтов, возглавлял научный коллектив по выполнению целевых программ «Пруд» и «Премикс». С 1995 по 1998 гг. — ответственный исполнитель по международному гранту ИНТАС (Международная ассоциация по содействию сотрудничеству с учеными из новых независимых государств бывшего Советского Союза) «Климатические изменения и озерные осадки в Юго-Восточной России и Южном Казахстане». Выступал в роли эксперта Государственного комитета Российской Федерации по рыболовству по вопросам сохранения биологических ресурсов Каспийского моря, подготовив ряд проблемно-аналитических докладов по предотвращению загрязнений Волго-Каспийского региона. Является научным консультантом Прикаспийского НИИ аридного земледелия Российской академии сельскохозяйственных наук.
В 1996 году участвовал в организации Ассоциации университетов Прикаспийских государств.
Член Нью-Йоркской академии наук, Международной академии экологии и безопасности жизнедеятельности (МАНЭБ), член-корреспондент Российской академии естествознания (РАЕ). Член ученого совета Каспийского научно-исследовательского института рыбного хозяйства (КаспНИРХ), член рыбохозяйственного совета при администрации Астраханской области.
В. Ф. Зайцев награждён орденом «За заслуги перед Отечеством» II степени (2009). В 2002 году Международный биографический центр в Кембридже включил В. Ф. Зайцева в энциклопедию «2000 выдающихся ученых современности».